# 비토리오 카프리올리

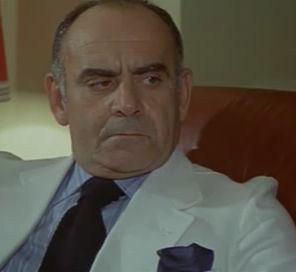

비토리오 카프리올리(Vittorio Caprioli, 1921년 8월 15일 ~ 1989년 10월 2일)는 이탈리아의 영화 감독, 배우, 각본가, 연극 배우, 영화배우이다.
나폴리에서 태어났으며 나폴리에서 사망하였다. 사인은 심근 경색이다.

## 영화
- 일 마레 오스쿠로  (1990년)
- 나는 삐까리 (1988년)
- 바보같은 자의 비극 (1981년)
- 코프 (1980년)
- 메살리나, 엠프레스 오브 로마 (1977년)
- 맛있게 드십시오 (1976년)
- 삐에르의 외출 (1974년)
- 악명높은 기둥 (1972년)
- 만사형통 (1972년)
- 로맨스와 칼 (1971년)
- 로마 베네 (1971년)
- 애니원 캔 플레이 (1968년)
- 미, 미, 미... 앤 디 아더스 (1966년)
- 더 데이즈 아 넘버드 (1962년)
- 파리스, 마이 러브 (1962년)
- 라이온스 솔레일 (1961년)
- 지하철의 소녀 (1960년) - 트루스카이용 역
- 로베라의 장군 (1959년)
- 파리는 언제나 파리 (1951년)
- 펠리니의 청춘군상 (1950년)